# Parafia św. Stanisława w Teratynie
Parafia Świętego Stanisława w Teratynie – rzymskokatolicka parafia należąca do dekanatu Hrubieszów Północ diecezji zamojsko-lubaczowskiej. 
Została utworzona w 1948. Mieści się pod numerem 5. Parafię prowadzą księża diecezjalni.

## Zasięg parafii
Do parafii należą wierni z następujących miejscowości: Kułakowice Drugie, Kułakowice Trzecie, Łuszczów, Marysin, Miedniki, Mojsławice, Odletajka, Teratyn-Kolonia, Teratyn.

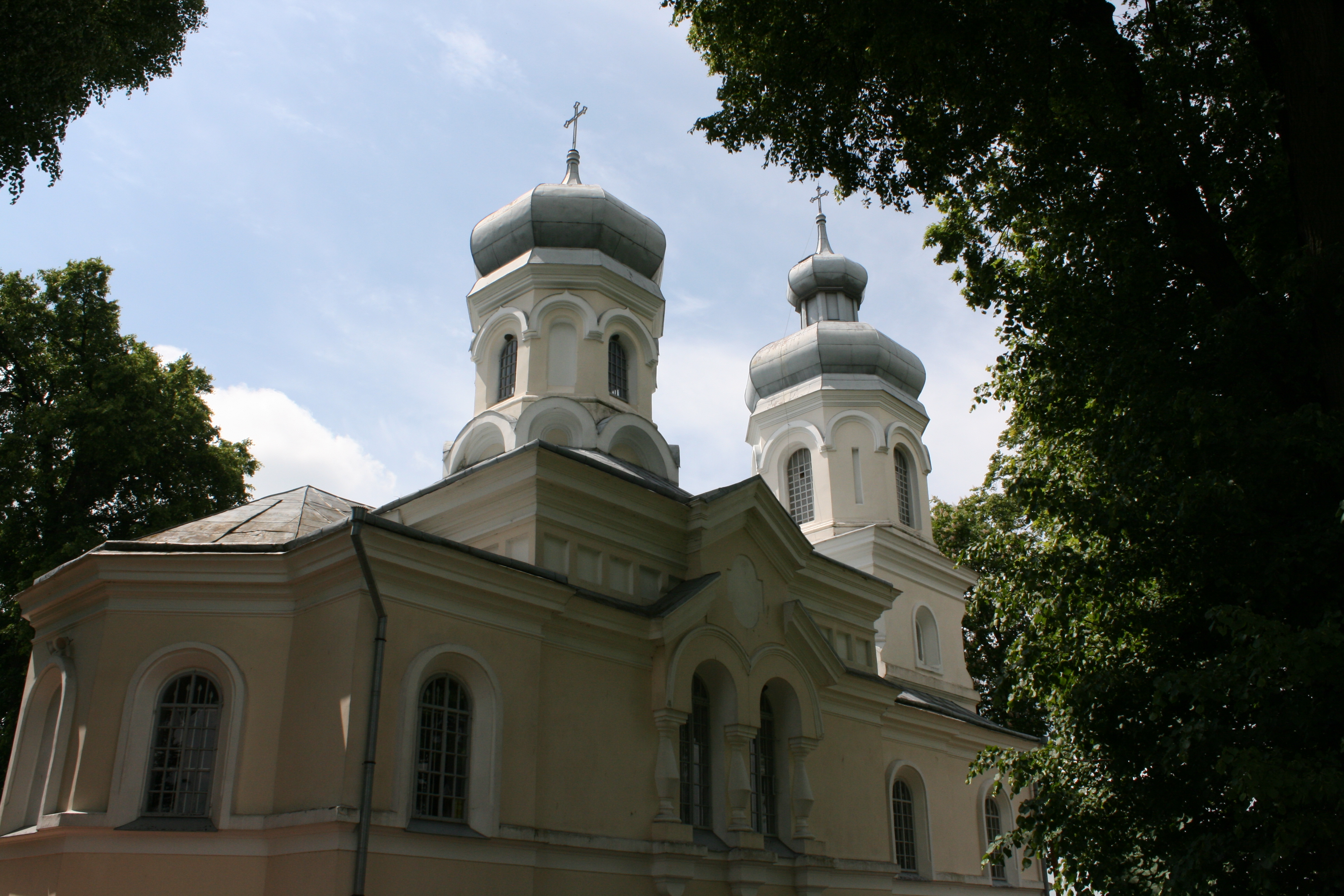
dawny kościół parafialny

## Proboszczowie
Źródło:
- ks. Józef Telakowski (1948–1968)
- ks. Zenon Nowicki (1968–1976)
- ks. Roman Łaska (1976–1988)
- ks. Alojzy Fałkowski (1988–2006)
- ks. Stanisław Błaszczuk (2006–2020)
- ks. Zbigniew Szczygieł (2020–2023)
- ks. Karol Stolarczyk (od 2023)